# Eric Chu
Eric Chu Lip Lun (Chino tradicional: 朱立倫; Wade-Giles: Chu Li-luan; Pinyin: Zhū Lìlún; nacido el 7 de junio de 1961 en Taoyuan, Taiwán, República de China) es un político taiwanés, actualmente líder del Kuomintang. 
Nació en una familia política con vínculos fuertes al Kuomintang de Taiwán (KMT), y se desempeñó como vice primer ministro de la República de China bajo el primer ministro Wu Den-yih. Antes de esto, Chu fue legislador (1999 a 2001) y magistrado del distrito de Taoyuan (2001 a 2009). Fue elegido como el primer alcalde de la ciudad recién establecida de Nueva Taipéi el 27 de noviembre de 2010. El 17 de enero de 2015 fue elegido sin oposición como presidente del KMT, sucediendo a Ma Ying-jeou.
El 17 de octubre de 2015, fue elegido candidato del KMT para las elecciones presidenciales de 2016, en sustitución del candidato en ejercicio Hung Hsiu-chu. Chu fue derrotado por su oponente Tsai Ing-wen y posteriormente renunció a su cargo como presidente del KMT. Hou Yu-ih lo sucedió como alcalde de Nuevo Taipéi en 2018. Como resultado de las elecciones a la presidencia del Kuomintang de 2021, regresó a su anterior puesto como presidente del partido.

## Infancia
Chu nació en la ciudad de Bade, condado de Taoyuan, Taiwán. Su hogar ancestral es Yiwu, Zhejiang, y es hijo de un político local del condado de Taoyuan que sirvió en la legislatura local y también en la Asamblea Nacional. La madre de Chu es del municipio de Daxi. Chu está casado con Kao Wan-ching (高婉倩); su suegro, Kao Yu-jen, es expresidente de la Asamblea Provincial de Taiwán, presidente de Twinhead International Corp y fundador de FiberLogic Communications.
Chu estudió en la Universidad de Taiwán y obtuvo una licenciatura en administración en 1983. Después de completar el servicio militar obligatorio en las Fuerzas Armadas de la República de China, Chu se fue al extranjero para estudiar en la Universidad de Nueva York en los Estados Unidos, donde completó una maestría. en finanzas en 1987 y un doctorado en contabilidad en 1991.